# Sotta
Sotta ist eine französische Gemeinde mit 1866 Einwohnern (1. Januar 2022) auf der Insel Korsika. Sie gehört zum Département Corse-du-Sud, zum Arrondissement Sartène und zum Kanton Grand Sud.

## Geografie
Die Gemeinde Sotta liegt im Süden Korsikas, etwa zehn Kilometer südwestlich von Porto-Vecchio. Zur Gemeinde gehören die Ortsteile und Weiler Burrivolo, Chera, Cordetto, Pietra Longa Filippi, Pietra Longa Salvini, Salvadilevo und Usciolo.

## Bevölkerungsentwicklung
| Jahr      | 1962 | 1968 | 1975 | 1982 | 1990 | 1999 | 2007 | 2016 |
| Einwohner | 535  | 578  | 683  | 726  | 762  | 808  | 872  | 1374 |

## Baudenkmäler
- Romanische Kapelle Sant’Agostino de Chera (Ende 9. Jahrhundert)

## Literatur

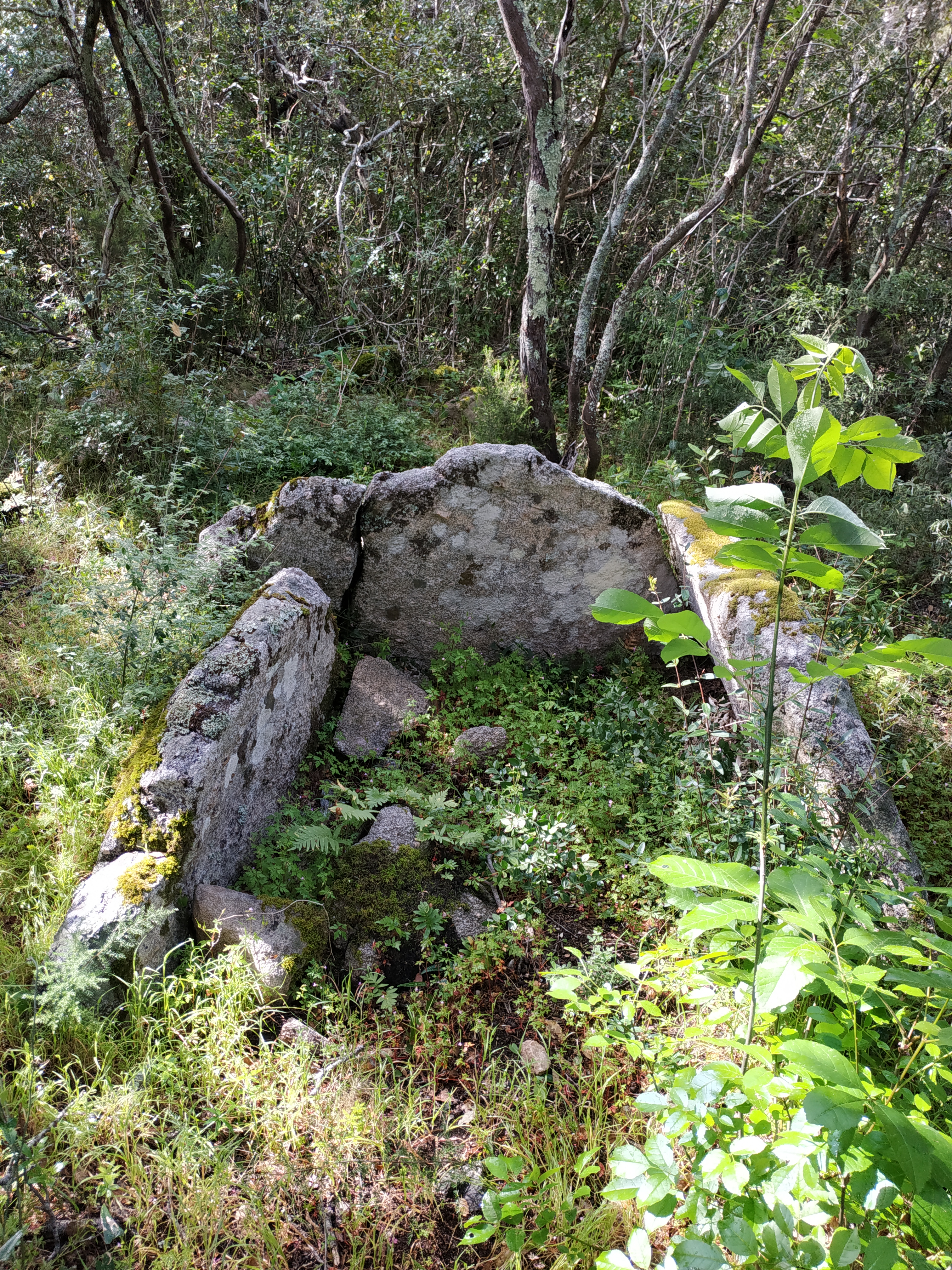
Steinkiste: Coffre de Pughjaredda nord